# OCT East
OCT East (Overseas Chinese Town East – chinois simplifié : 东部华侨城) est un complexe de loisirs situé à Shenzhen en Chine. Il propose hôtels, terrain de golf, parcs de loisirs, arènes de spectacles, infrastructures sportives…

## Description
OCT East est une station touristique combinant paysages naturels et artificiels ainsi que plusieurs attractions. Le site couvre environ neuf kilomètres carrés. Le propriétaire OCT Parks China investit pour construire le parc à hauteur de 3,5 milliards de yuan, c'est-à-dire 516 millions de dollars.
La construction débute en 2004 et l'inauguration a lieu le 28 juillet 2007. OCT East est constitué de deux parcs à thème, Ecoventure Valley et Tea Stream Resort Valley. Ils sont reliés par plusieurs télécabines, funiculaires de Poma et par des lignes de trains. Le domaine est également parsemé de zones résidentielles.
En 2010, il entre à la dixième place du classement des parcs d'attractions les plus visités d'Asie avec 3 530 000 visiteurs et une augmentation de 21.4 %.

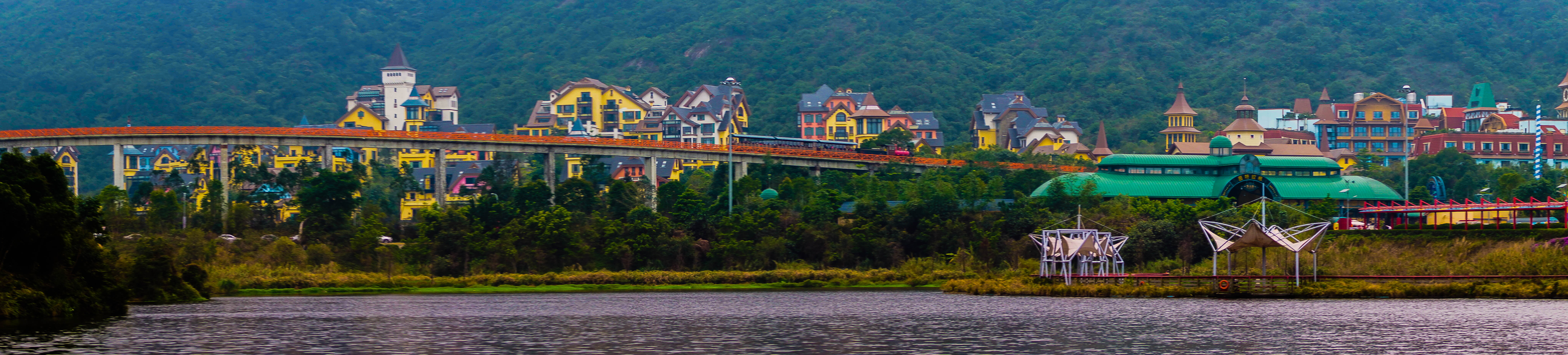
Vue panoramique.

Deux ans plus tard, avec 4 196 000 entrées et une augmentation de 7,9 %, il entre à la 25e place dans le classement des 25 parcs d'attractions les plus visités à l'échelle mondiale.

### Ecoventure Valley
Également appelée Knight Valley, cette zone se trouve sur une colline donnant sur la baie et est composée de paysages naturels montagneux, de plages où se pratiquent des activités sportives ainsi qu'un parc aquatique. Une grande cascade artificielle se situe dans Ecoventure Valley. Elle est la plus grande de ce type en Chine. La zone se subdivise en cinq quartiers thématiques : Breakers Lagoon, Seafield Village, Rapids Forest, Adventure Canyon et Peak Highland. Le quartier Seafield Village s'articule autour d'un lac avec boutiques, restaurants et un théâtre. Une rue est recouverte d'un écran géant sur lequel sont projetés des visuels en musique tel Fremont Street Experience. Peak Highland prend place au sommet du domaine avec une tour d'observation, une plateforme en verre pour marcher au-dessus du vide et deux boosters. Le quartier Adventure Canyon s'approche du parc d'attractions et regroupe un spectacle de cascades, plusieurs attractions. Breakers Lagoon est le siège du parc aquatique et du stade pour les spectacles.

### Tea Stream Resort Valley
À côté du terrain de golf et du stade de tennis couvert, les attraits de Tea Stream Resort Valley sont surtout de nature ornementale. La zone se subdivise en quatre quartiers thématiques : Ancient Tea Town, Interlaken, Wetland Garden et Sanzhou Tea Garden. Interlaken est une bourgade imitant la ville homonyme suisse et abritant un grand hôtel ainsi que des restaurants. Elle est également la scène de la Interlaken Parade. Les bambous, les ponts et les pavillons de Sanzhou Tea Garden reproduisent les jardins du thé typiques du sud de la Chine. Le quartier Wetland Garden abrite un jardin botanique, une serre tropicale et deux attractions. Ancient Tea Town est une zone avec rizières à l'architecture chinoise, dans laquelle les visiteurs peuvent découvrir la culture du thé. Elle compte également des champs de thé et des jardins ornementaux.

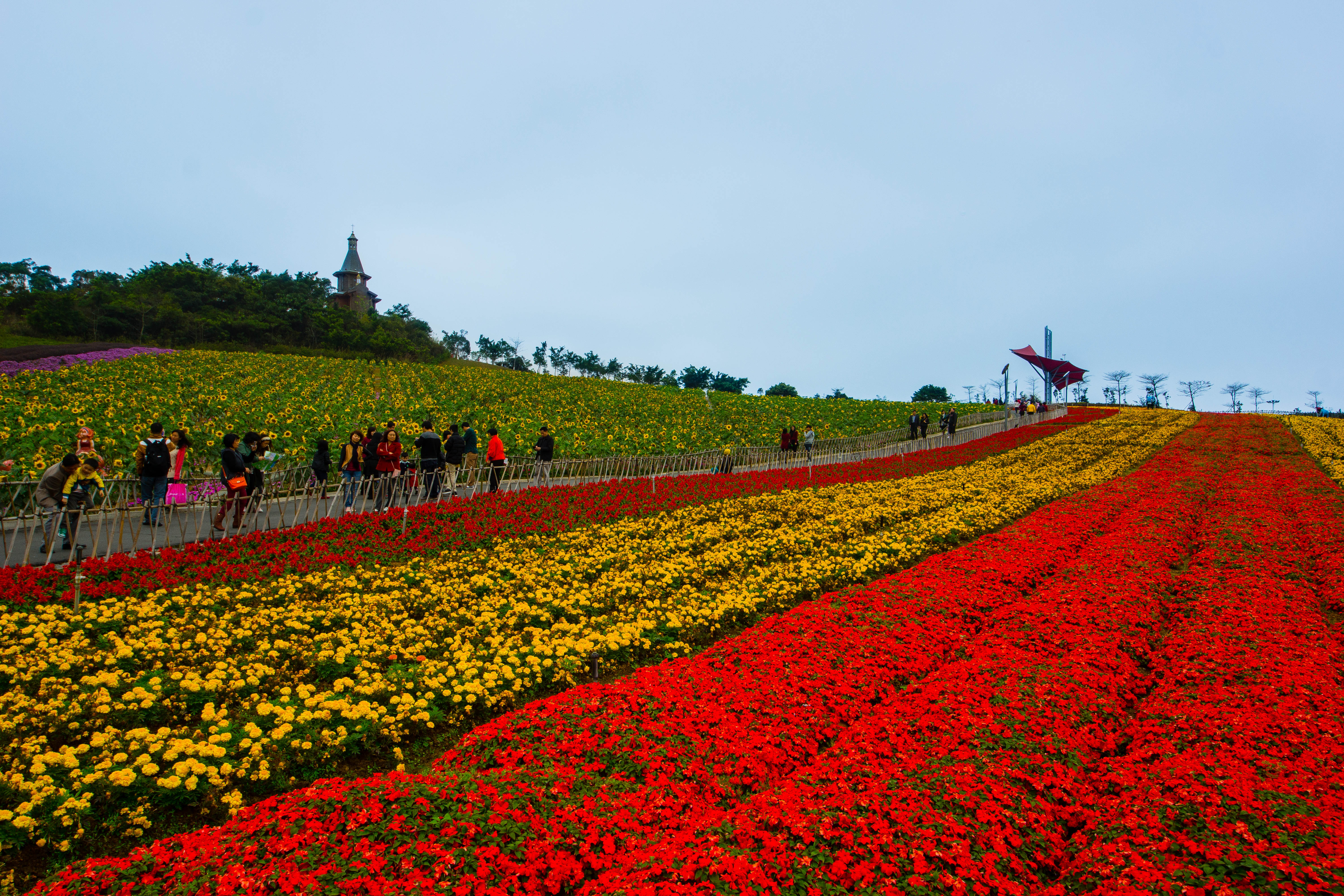
Champs de fleurs du Wetland Garden.
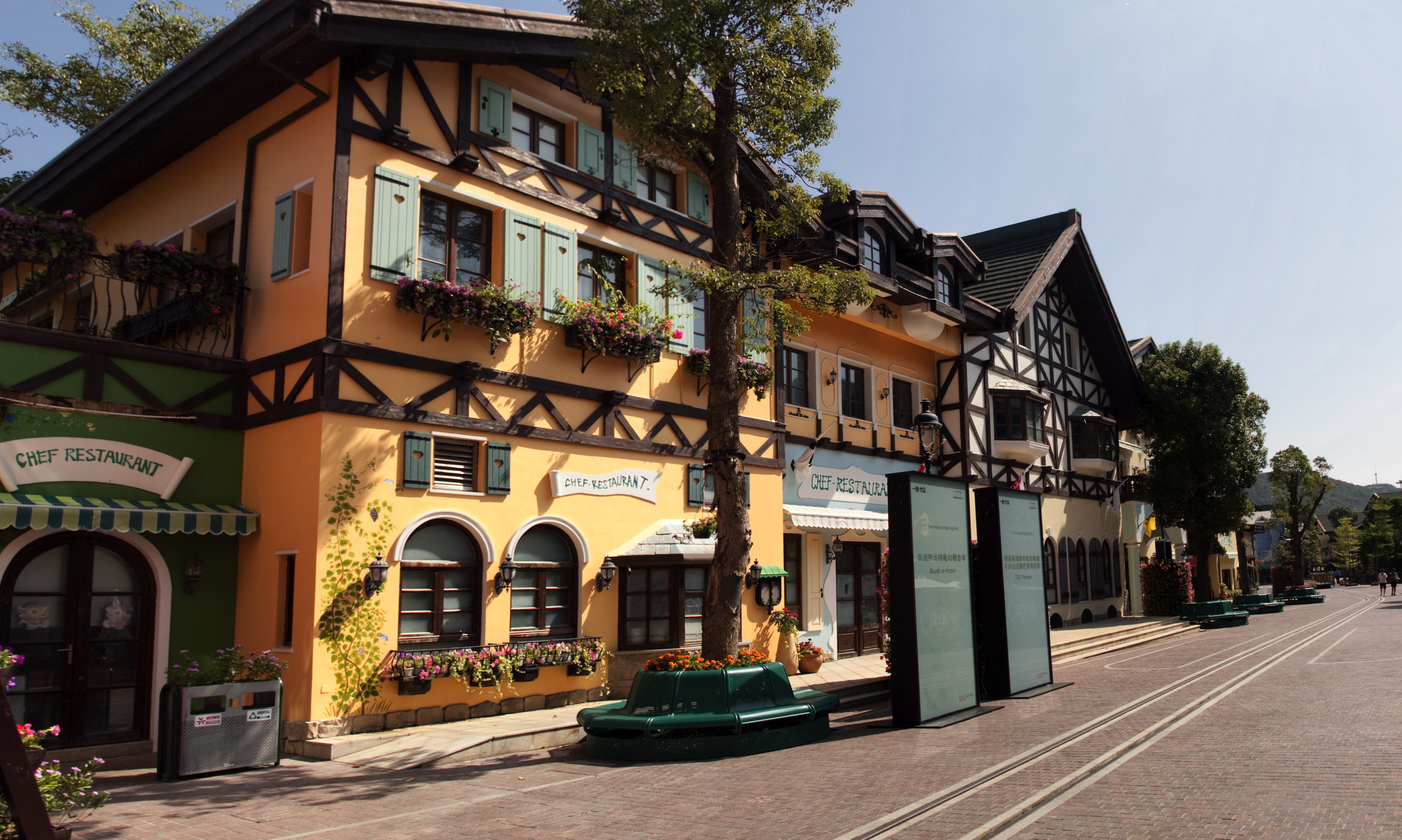
Interlaken.
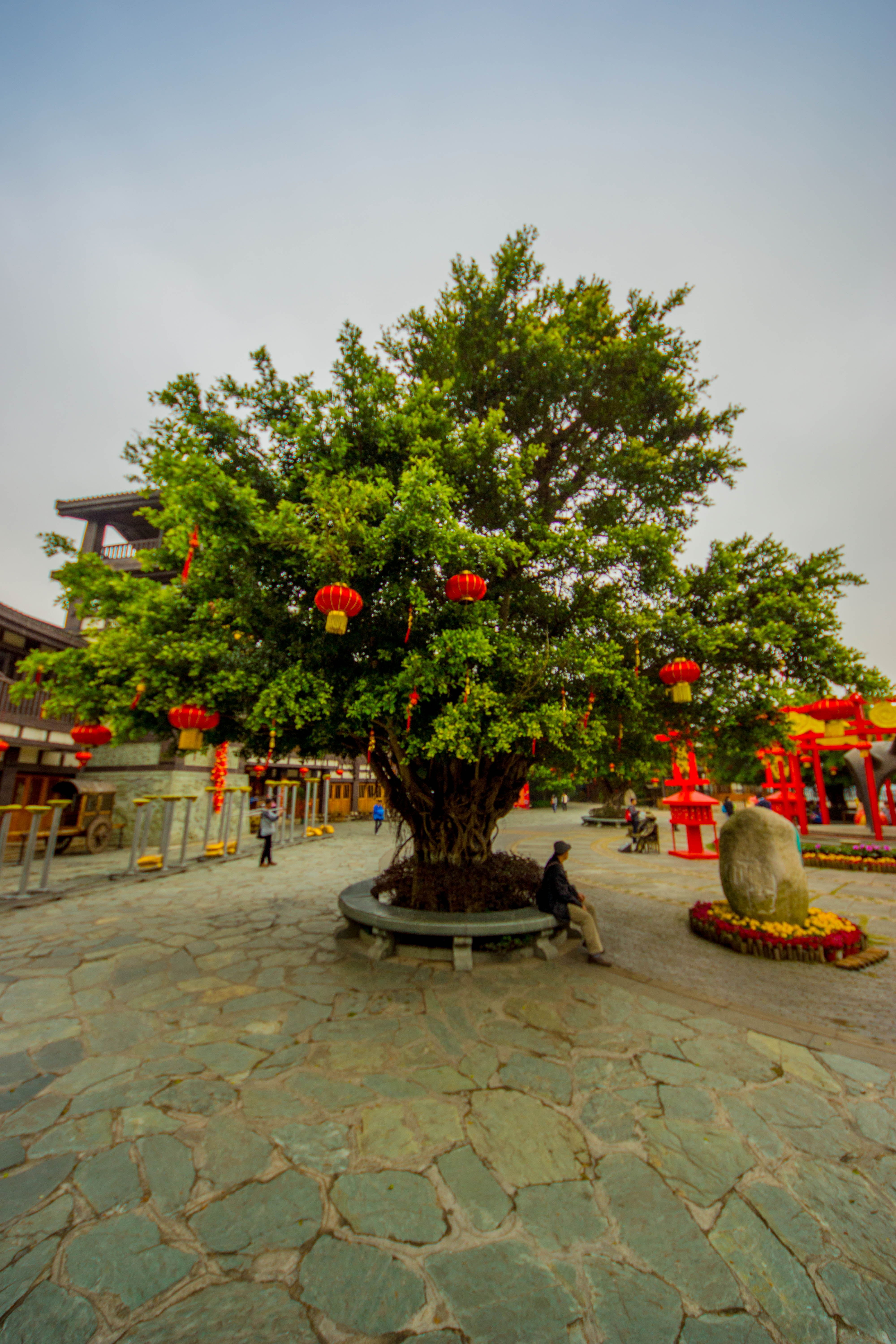
Jardin traditionnel.
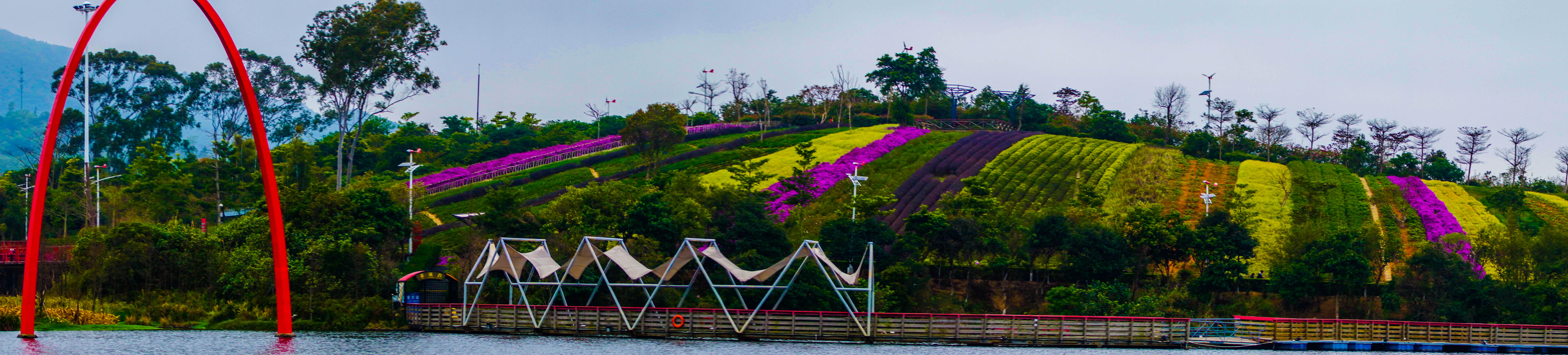
Wetland Garden.
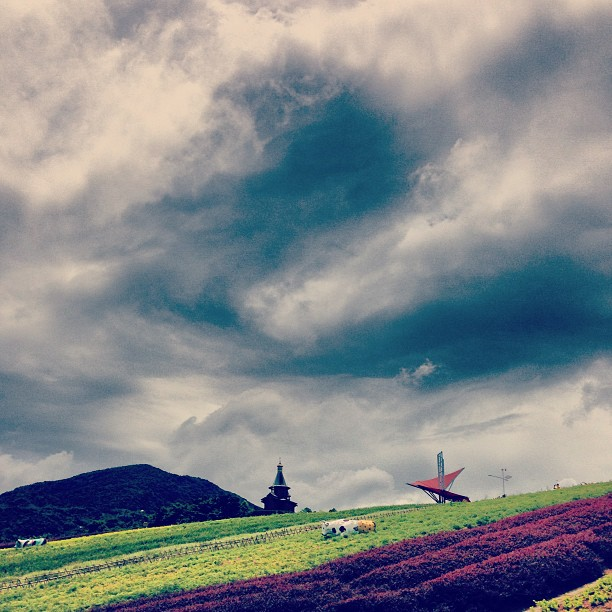
Wetland Garden.
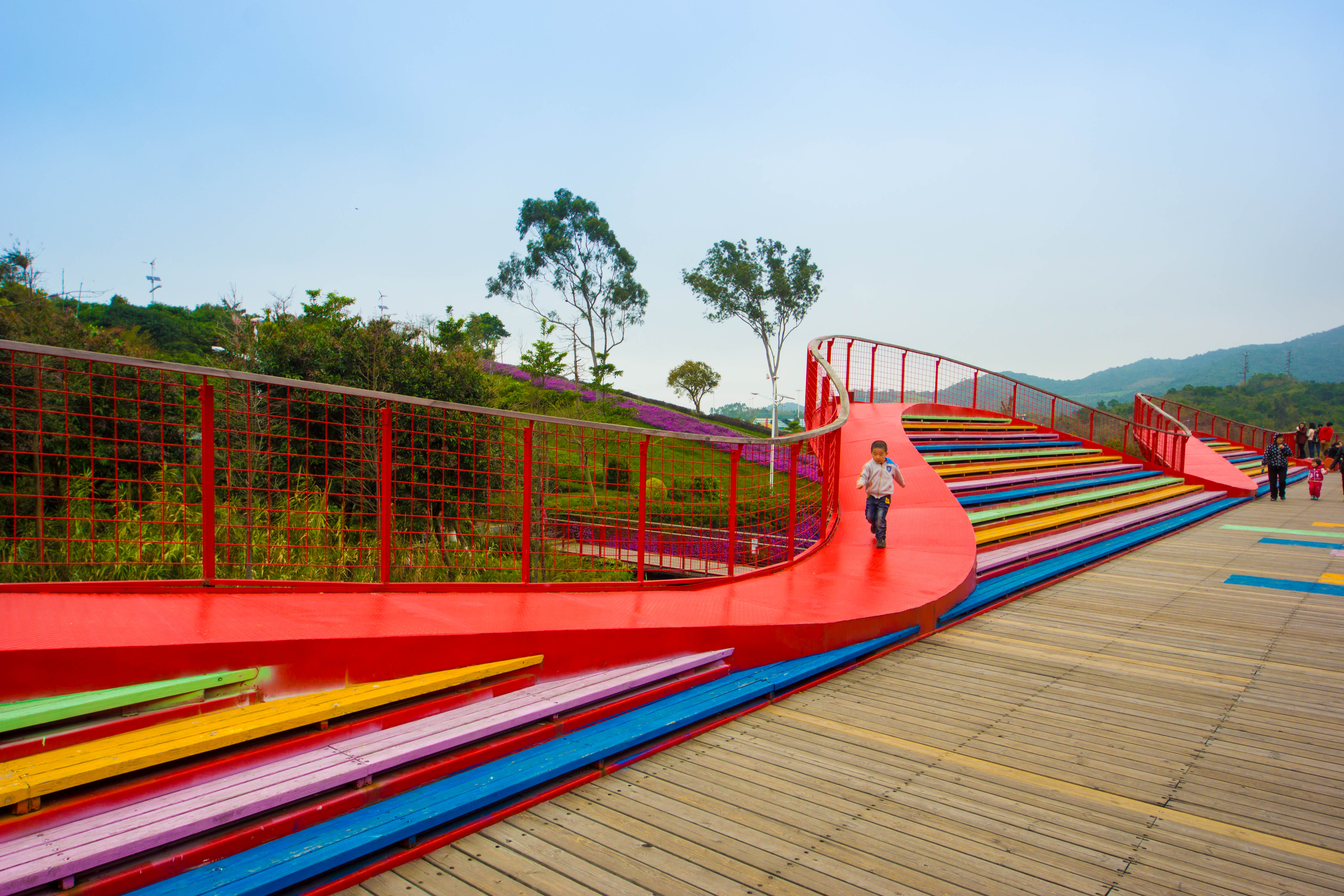

## Attractions
| Nom                        | Type                                    | Constructeur                 | Année |
| -------------------------- | --------------------------------------- | ---------------------------- | ----- |
| Nom inconnu                | Crazy Bus                               |                              | 2010  |
| 4000 Miles to Earth Center | Parcours scénique avec images en relief |                              |       |
| Cliff Booster              | Boosters                                | Fabbri Group                 |       |
| Disk'O                     | Disk'O                                  | Zamperla                     | 2010  |
| Helium Balloon             | Ballon captif                           | Aerophile                    |       |
| Into the Deep              | Circlorama en relief                    | Falcon Treehouse             |       |
| Jungle Kart                | Bobkart                                 | Wiegand                      |       |
| Rotated Festoomed Vehicles | Panorama ride                           | Gerstlauer                   |       |
| Sea Storm Ride             | Sea Storm Ride                          |                              | 2010  |
| Typhoon Rescue             | Splash Battle                           |                              |       |
| Waterfall Flume Ride       | Parcours de bûches                      | Bear Rides                   |       |
| Wood Coaster               | Montagnes russes en bois                | Great Coasters International | 2011  |

## Accidents
Le 29 juin 2010, une cabine de l'attraction Space Journey se détache et entraîne d'autres cabines dans sa chute. L'accident fait six morts et dix blessés,